# Mike Mago
Michiel Thomassen, plus connu sous le nom Mike Mago, est un disc-jockey néerlandais né le 12 mars 1979 à Utrecht.
Le néerlandais est essentiellement connu pour sa collaboration avec Dragonette, Outlines (en), sortie en août 2014. Le titre se classa 26e des charts néerlandais et 18e en Belgique.
Résidant à Amsterdam, Mike Mago fait son retour sur Spinnin' Records en août 2015 avec le single Deeper Love.
Il gère son propre label, BMKLTSCH RCRDS, depuis sa création en janvier 2011.

## Discographie[4]

### Singles
- 2010 : Ready for the Action [Subdrive]
- 2010 : Don't Give A [Subdrive]
- 2011 : Bloem [BMKLTSCH RCRDS]
- 2011 : Plant [BMKLTSCH RCRDS]
- 2012 : The Power [BMKLTSCH RCRDS]
- 2012 : The Soul [BMKLTSCH RCRDS]
- 2012 : Galactic [BMKLTSCH RCRDS]
- 2013 : Hold On [Blood Music]
- 2013 : The Beat [Blood Music]
- 2013 : The Show [Spinnin Deep (Spinnin)]
- 2014 : Man Hands [Spinnin Deep (Spinnin)]
- 2014 : Outlines (avec Dragonette) [Spinnin Records]
- 2015 : What A Love [BMKLTSCH RCRDS]
- 2015 : Meant To Be (avec Rogerseventytwo) [BMKLTSCH RCRDS]
- 2015 : Deeper Love [Spinnin Records]
- 2016 : Daylight (avec KC Lights) [Spinnin Records]
- 2016 : Higher (avec Leon Lour) [Spinnin Deep (Spinnin)]

### Remixes
- 2009 : DJ Rockid - Badmen (Mike Mago Remix) [Foktop!]
- 2009 : Future Flash - Old School (Mike Mago Remix) [Idiot House Records]
- 2011 : DJ Kypski - Satisfaction (Mike Mago Remix) [BMKLTSCH RCRDS]
- 2011 : Electrophants - Sledgehammer (Mike Mago Remix) [BMKLTSCH RCRDS]
- 2011 : Starski - Sunstruck (Mike Mago & Bart B More Remix) [BMKLTSCH]
- 2011 : No Body - We Speak American (Mike Mago remix) [BMKLTSCH RCRDS]
- 2011 : Bart B More, Rubix - Ari (Mike Mago Remix) [BMKLTSCH RCRDS]
- 2011 : Rob Threezy, Lazy Ants - Chi To Rome (Mike Mago Remix) [BMKLTSCH RCRDS]
- 2012 : Disco Of Doom - Conkers (Mike Mago Remix) [Discobelle Records]
- 2012 : Hidden Cat, RipTide - Space (Mike Mago Remix) [BMKLTSCH RCRDS]
- 2013 : Ben Mono, Lars Moston - Unison (Mike Mago Remix) [Tracy Recordings]
- 2013 : The Kite String Tangle - Commotion (Mike Mago Remix) [October Records]
- 2013 : Magic Eye - Inside My Love (Mike Mago Remix) [Strictly Rhythm]
- 2013 : A.N.D.Y., Nyemiah Supreme - Pump It Up (Mike Mago Remix) [Smile]
- 2013 : Hateless - It Must Be Love (Mike Mago Remix) [d:vision]
- 2014 : Wilkinson - Dirty Love (Mike Mago Remix) [Virgin EMI]
- 2015 : Avicii - The Nights (Mike Mago Remix) [PRMD]
- 2015 : Kraak & Smaak - Mountain Top (Mike Mago Remix) [Spinnin' Remixes]
- 2015 : Feiertag, David Dam - Damn You (Mike Mago Remix) [BMKLTSCH]
- 2015 : Tai, Mike Mago, Watermat, Becky Hill - All My Love (Remix) [Spinnin' Remixes]